# Сатаев, Нуркал Чолпонович
Нуркал Чолпонович Сатаев (10 июля 1992) — киргизский футболист, крайний полузащитник.

## Биография

### Клубная карьера
Начал выступать на взрослом уровне в 2008 году в клубе высшей лиги Кыргызстана «Дордой-Плаза» (позднее — «Плаза»), являвшимся фарм-клубом «Дордоя». Первый гол в высшей лиге забил 6 сентября 2008 года в игре с «Жаштыком» (3:0). В ходе сезона 2009 года перешёл в основной состав «Дордоя», в его составе — неоднократный чемпион (2009, 2011, 2012) и серебряный призёр (2010) чемпионата Кыргызстана, обладатель Кубка страны. В 2009 и 2010 годах становился финалистом Кубка президента АФК. В 2010 году, играя за «Дордой-2», занял второе место в споре бомбардиров первой лиги с 16 голами.
В 2013 году перешёл в «Алгу», в которой провёл три сезона. Бронзовый призёр чемпионата Кыргызстана 2014 года. Летом 2015 года перешёл в состав аутсайдера высшей лиги «Кей Джи Юнайтед».
В 2016 году играл в первой лиге за «Наше Пиво» («Абдыш-Ата-2»), а в 2017 году выходил на поле за основной состав «Абдыш-Аты».
В сезоне 2018/19 играет в Суперлиге Кыргызстана по мини-футболу за клуб «Алай-Мурдаш».

### Карьера в сборной
Выступал за сборные Кыргызстана младших возрастов. В составе молодёжной сборной принимал участие в Кубке Содружества 2012 года, сыграл 5 матчей. В составе олимпийской сборной принимал участие в Азиатских играх 2014 года, но появился на поле только на одну минуту — 22 сентября 2014 года в игре со сверстниками из Вьетнама заменил на 89-й минуте Евгения Дорогинского. Вызывался в расширенный состав национальной сборной Кыргызстана, но так за неё и не сыграл.
Окончил Институт управления бизнеса при КНУ имени Ж.Баласагына.